# Nicola Scafetta
Nicola Scafetta ist ein italienischer Geophysiker, Professor für Ozeanographie und Physik der Atmosphäre an der Universität Neapel Federico II und Klimaskeptiker. Er forscht im Bereich der theoretischen und angewandten Statistik und nichtlinearen Modellierung komplexer Prozesse. Er hat eine Reihe von wissenschaftlichen Artikeln in verschiedenen Feldern wie Astronomie, Biologie, Klimatologie, Volkswirtschaft, Medizin, Physik und Soziologie veröffentlicht.

## Werdegang
Scafetta wurde in Gaeta in Italien geboren. Er studierte Physik an der Universität Pisa (Laurea 1997). Danach ging er an die University of North Texas, wo er 2001 promoviert wurde.  Nach seiner Promotion war er von 2002 bis 2009 als Forscher an der Duke University tätig. Danach war er als Gastdozent (visiting lecturer) an der Physikfakultät der University of North Carolina (in Greensboro und Chapel Hill) tätig sowie später oder Adjunct Professor am Physidepartment der Elon University in Elon (North Carolina) (Frühjahr 2010) und am Anästhesiologie-Department der Duke University (2010–2012). Seit 2014 ist er professore associato für Ozeanographie und Physik der Atmosphäre am Department für Erdwissenschaften, Umwelt und Georessourcen der Universität von Neapel Federico II.

## Wirken
Scafetta war unter anderem am Active Cavity Radiometer Irradiance Monitor Satellite (ACRIM) am Monitoring der Sonnenstrahlung (der Gesamteinstrahlung total solar irradiation (TSI)) beteiligt und von 2002 bis 2010 an der Physikfakultät der Duke University tätig. Er war dabei in der Kontroverse zwischen ACRIM und PMOD beteiligt und betonte eine stärkere Rolle der Sonnenaktivität im Klimageschehen.
Scafetta hat die Diffusionsentropieanalyse entwickelt (siehe auch Entropie (Informationstheorie)), eine statistische Methode, welche unter anderem kritische Exponenten bei Lévy-Prozesse und bei komplexen Systemen im Allgemeinen besser zu beschreiben vermag als bisherige Methoden. Scafettas erste Anwendung war eine Analyse des Auftretens von Teenagerschwangerschaften. Scafetta benutzte die Methode für eine Reihe von peer-reviewten Veröffentlichungen.
In seiner Veröffentlichung zu Climate Change and its Causes, a Discussion about some Key Issue beim Science and Public Policy Institute, dass zur organisierten Klimaleugnung gezählt wird, behauptete Scafetta, zumindest 60 % der seit 1970 gemessenen Erwärmung sei mit natürlichen Zyklen innerhalb des Planetensystems zu erklären. Er sagte damit im Jahr 2010 eine bis in das Jahrzehnt von 2030 – 2040 andauernde Periode vorher, während derer die Durchschnittstemperaturen global relativ konstant bleiben oder sogar sinken sollten. Scafetta statistische Analyse wird von anderen Forschern bestritten. Eine weitere beim renommierten Journal of Atmospheric and Solar-Terrestrial Physics erschienene Veröffentlichung sah einen deutlichen Zusammenhang zwischen den historischen Sichtungshäufigkeiten von Polarlichtern und dem Klimaverlauf. Entgegen Scafettas Position wird der Einfluss des Strahlungsantriebs (engl.: radiative forcing) aufgrund natürlicher Variabilität der Sonnenstrahlung als sehr gering (~2% des anthropogenen Einflusses) eingeschätzt.
Mit einer 2012 im Journal of Atmospheric and Solar-Terrestrial Physics erschienenen Veröffentlichung griff er die damals im IPCC verwendete Modellbildung als gegenüber Zyklen im Zusammenspiel von Saturn (Planet) beziehungsweise Jupiter (Planet) und Sonne deutlich weniger erklärungsmächtig an. Die eigenartige These wurde auch in der Tagespresse, unter anderem im Forbes Magazine diskutiert.
Im Jahr 2013 veröffentlichte Scafetta im Journal Pattern Recognition in Physics einen fachfremden Artikel, in dem er Fehler in der Anwendung von Regressionsmodellen aufzuzeigen versuchte. Unter anderem ging es dabei um den Beitrag von Änderungen der Sonnenaktivität zur globalen Erwärmung. Scafettas Artikel erwies sich als fehlerhaft. Der Verlag stellte unter anderem wegen der Veröffentlichung dieses fachfremden Artikels die Zeitschrift nach zwei Ausgaben wieder ein.
Scafetta war Sprecher auf zahlreichen Klimakonferenzen des Heartland Institutes bzw. des Europäischen Instituts für Klima & Energie e.V. (EIKE) und auch an zwei vom Heartland-Institute finanzierten NIPCC Climate Change Reconsidered-Reports beteiligt. In dem Buch Die kalte Sonne. Warum die Klimakatastrophe nicht stattfindet von Fritz Vahrenholt und Sebastian Lüning schrieb Scafetta einen Gastbeitrag.

## Ausgewählte Veröffentlichungen
- Nicola Scafetta: An entropic approach to the analysis of time series (Dissertation). Hrsg.: University of North Texas. Dezember 2001 (englisch, unt.edu).
- Nicola Scafetta, Patti Hamilton und Paolo Grigolini: The thermodynamics of social process: the teen birth phenomenon. Fractals 9, 2001, S. 193–208. (Online; PDF; 151 kB)
- Nicola Scafetta, Sergio Picozzi und Bruce J. West: An out-of-equilibrium model of the distributions of wealth. Quantitative Finance 4, 2004, S. 353–364." (Online; PDF; 234 kB)
- Nicola Scafetta und Bruce J. West: Multiresolution diffusion entropy analysis of time series: an application to births to teenagers in Texas. Chaos, Solitons & Fractals 20, 2004, S. 119. (Online; PDF; 189 kB)
- Nicola Scafetta und Paolo Grigolini: Scaling detection in time series: diffusion entropy analysis. Phys. Rev. E 66, 2002, S. 036130.(Online; PDF; 151 kB)
- Nicola Scafetta, Richard Moon und Bruce J. West: Fractal Response of Physiological Signals to Stress Conditions, Environmental Changes and Neurodegenerative Diseases. Complexity 12, 2007, S. 12–17. (Online; PDF; 319 kB)
- Nicola Scafetta und Bruce J. West: Phenomenological reconstructions of the solar signature in the NH surface temperature records since 1600. J. Geophys. Res., 112, D24S03, doi:10.1029/2007JD008437 (2007). (Online; PDF; 375 kB)
- Nicola Scafetta: Empirical analysis of the solar contribution to global mean air surface temperature change. Journal of Atmospheric and Solar-Terrestrial Physics  71, 2009, S. 1916–1923, doi:10.1016/j.jastp.2009.07.007. (Online; PDF; 817 kB)
- Nicola Scafetta und Richard Willson: ACRIM-gap and Total Solar Irradiance (TSI) trend issue resolved using a surface magnetic flux TSI proxy model. Geophysical Research Letter 36, L05701, doi:10.1029/2008GL036307 (2009). (Online; PDF; 2,9 MB)
- Craig Loehle und Nicola Scafetta: Climate Change Attribution Using Empirical Decomposition of Climatic Data. The Open Atmospheric Science Journal, 2011 5, 74–86. Text (PDF; 4,9 MB)Weitere Informationen (PDF; 736 kB)

## Bücher
- Bruce J. West and Nicola Scafetta: Disrupted Networks: from physics to climate change. World Scientific (March, 2010).
- Nicola Scafetta: Fractal and Diffusion Entropy Analysis of Time Series: Theory, concepts, applications and computer codes for studying fractal noises and Lévy walk signals. VDM Verlag Dr. Müller (May, 2010).